# Famille de Simiane
La famille de Simiane est une famille éteinte de la noblesse française, originaire de Provence, issue de la famille d'Agoult, qui s'est divisée en 12 branches. Elle compte parmi ses membres deux lieutenants généraux et quatre évêques

## Histoire
Cette famille est l'une des plus anciennes de Provence. Au début du XIIe siècle, Guiran/Guirand d'Agoult prit, le premier, le nom et les armes de Simiane. Ses descendants furent seigneurs d'Apt jusqu'au XVe siècle. Leurs fiefs de Caseneuve et Gordes furent érigés en baronnie et marquisat. Guillaume de Simiane, capitaine de la Garde écossaise, obtint en 1615 l'érection de la seigneurie de Gordes en marquisat. La branche de Gordes s'éteignit en 1738 avec Jacques II de Simiane, décédé sans postérité.
Au XVIe siècle, une branche s'implanta en Dauphiné. Bertrand-Rambaud V de Simiane épousa Guyonne Allemand, unique héritière de Charles II Allemand, seigneur de Laval, près Grenoble. Ce patrimoine se trouva enrichi du comté de Carcès quand Jean V de Pontevès, Grand sénéchal de Provence, décéda en 1656. Sans enfant, il légua tout à son neveu, François de Simiane, fils de Guillaume et de Gabrielle de Pontevès.
L'hôtel de Simiane de Valréas, construit au XIVe siècle, propriété de la famille des Clarets de Truchenu, est remanié au XVIIe siècle, sur les plans de François de Royers de la Valfrenière, pour Louis III Charles de Simiane, marquis d'Esparron (1671-1718), qui épouse en 1695 Pauline de Grignan, la petite-fille de Mme de Sévigné. L'hôtel est de nos jours le siège de la mairie de Valréas. Il ne doit pas être confondu avec l'hôtel de Simiane (ou de Grignan-Simiane) d'Aix-en-Provence.

## Généalogie
Les douze branches furent :  
- les barons, puis marquis de Gordes ;
- les marquis de Pianezza et de Livour (en Verceil : Livorno nel Vercellese), en Savoie ;
- les comtes de Moncha (ou de Montchat : Monchal ; le nom est relevé par la famille de Tournon en 1748) ;
- les seigneurs de Vachères ;
- les seigneurs de Châteauneuf (aujourd'hui Châteauneuf-de-Gadagne), dits encore "de Mossen Gyraud" ;
- les marquis de Truchenu/Trochenu et d'Esparron-en-Trièves ;
- les seigneurs de Molans, devenus marquis d'Esparron ;
- les seigneurs de La Coste ;
- les seigneurs de la Coste à Avignon ;
- les seigneurs de la Coste à Grenoble ;
- les seigneurs de Moirenc en Dauphiné ;
- les marquis de Simiane-lez-Aix ; les Simiane eurent aussi Simiane-la-Rotonde ;
- les anciens seigneurs de Saint-Martin-de-Castillon, de Saignon, Albigny, Vaynes, Cabanes...

Par ailleurs, la famille subsiste patronymiquement chez les Tressemanes-Brunet de Simiane.

## Personnalités
Cette famille a donné plusieurs personnalités :
- Laugier d'Agoult, évêque d'Apt.
- Claude de Simiane de Gordes, évêque de Saint-Paul-Trois-Châteaux
- Louis Armand de Simiane de Gordes, évêque de Langres.
- Jean-Baptiste Rambaud de Simiane, évêque de Vence de 1555 à 1560 puis évêque d'Apt de 1560 à 1571
- François de Simiane, frère du précédent, évêque d'Apt de 1571 à 1587
- Gaspard de Simiane, sieur de la Coste
- Bertrand-Rambaud V de Simiane, lieutenant général du Dauphiné au XVIe siècle.

## Armes, titre
- Cette famille porte : D'or semé de tours et de fleurs de lys d'azur alternées.[6],[7]
- Plusieurs de ses membres furent chevaliers de Malte[8].

#### Ouvrages récents
- Jean-Louis Morand, Gordes notes d'histoire, mairie de Gordes.  (sans date).
- (it) Michele Grosso, Maria Franca Mellano, Spunti e profili nella storia del Piemonte nei sec. XVII e XVIII, Tip. R. Pietro, 1961.
- Jean Paul Coste, Aix-en-Provence et le pays d'Aix, Tacusel, 1967.
- Denis Coutagne, Le musée Granet, Aix-en-Provence, Musées et monuments de France, 2007
- N. Didier, H. Dubled, J. Barruol, Cartulaire de l'Église d'Apt, (835-1130), Librairie Dalloz, Paris, 1967.
- Florian Mazel, La noblesse et l'Église en Provence, fin Xe – début XIVe siècle. L’exemple des familles d’Agoult-Simiane, de Baux et de Marseille, Paris, éditions du CTHS, 2002 (ISBN 2-7355-0503-0, lire en ligne).
  - Florian Mazel, La noblesse et l'Église en Provence, Xe – XIVe siècle : l’exemple des familles d’Agoult-Simiane, de Baux et de Marseille, vol. 4 (thèse de doctorat), Université d'Aix-Marseille, 2000 a (lire en ligne).
- Florian Mazel, « Réforme de l'Église et domination urbaine : aux origines de l'hégémonie des Agoult-Simiane en pays d'Apt (XIe – XIIe siècles av. J.-C.) », Religion et société urbaine au Moyen-Age, Publications de la Sorbonne,‎ 2000 b, p. 43-68 (ISBN 2859443924, lire en ligne).
- Jean Pagnol, Valréas et l'enclave des papes, J. Pagnol, 1979.
- Jean-Pierre Poly, La Provence et la société féodale : 879-1166, contribution à l'étude des structures dites féodales dans le Midi, Paris, Bordas, 1976, 431 p. (lire en ligne).

#### Ouvrages anciens
- Dominique Robert, Histoire généalogique de la Maison de Simiane, 1680
- André-Geoffroy de Valbelle de Merargues (baron de Merargues.), Claude-François-Léon de Simiane de La Cépède (marquis.), "Factum pour Mre François-Léon de Simiane Delacépéde, marquis dudit Simiane-lès-Aix.", imp. d'A. Knapen, 1732
- Louis-Pierre d'Hozier, Armorial général de la France, Firmin-Didot, 1742
- François Alexandre Aubert de la Chenaye Desbois, Dictionnaire de la noblesse ... de France, 1770
- Artefeuil, Louis Ventre, Histoire héroïque et universelle de la noblesse de Provence, Impr. de la veuve Girard, 1776
- Joseph de Laporte, Fontenai (Louis-Abel de Bonafons), Louis Domairon, Le voyageur françois: ou, La connoissance de l'ancien et du nouveau monde, publié par Moutard, 1789
- Marie de Rabutin-Chantal de Sévigné, Simon J. de Vauxcelles, Philippe Antoine Grouvelle. "Lettres choisies de Mmes de Sévigné, de Grignan, de Simiane et de Maintenon", Bossange, 1817

### Fonds d'archives
Les archives de la maison de Simiane sont conservées :
- aux Archives nationales, dans la série M (mélanges) et dans la série AP (Archives privées)
- aux Archives du Musée Condé de Chantilly (on y trouve notamment la correspondance de Bertrand Rambaud de Simiane, lieutenant général du gouvernement du Dauphiné)
- aux Archives départementales du Rhône, dans la sous-série 1E (titres de familles)